# Montiano (Toscane)
Montiano est une frazione située sur la commune de Magliano in Toscana, province de Grosseto, en Toscane, Italie. Au moment du recensement de 2011 sa population était de 505 habitants.

## Géographie
Le hameau est situé sur les collines de l'Albegna, le long de la route reliant Magliano à Rispescia, à 18 km au sud-est de la ville de Grosseto.

## Histoire
Le village a été construit à la fin du XIIIe siècle comme possession de la famille Aldobrandeschi du comté de Soana. Sa fondation est consécutive à l'abandon du château voisin de Montiano Vecchio qui en constitue en fait les vestiges. L'abandon définitif de l'ancien château, construit entre la fin du XIIe siècle et le début du XIIIe siècle, eut lieu au début du XIVe siècle à la suite d'un violent siège mené par les Siennois, qui obligea les habitants à s'installer à Montiano.
Au cours du XIVe siècle, les Siennois réussirent également à conquérir le village de Montiano, sans toutefois causer de graves dégâts ; incorporée au territoire de la république de Sienne, elle est devenue l'un des centres les plus importants de la zone dédiée au pâturage et à l'agriculture .
Au milieu du XVIe siècle, après la chute définitive de Sienne, Montiano fut intégré au grand-duché de Toscane, suivant désormais son sort.

## Monuments
- Église San Giovanni Battista (XIIIe siècle)
- Église San Giuseppe (XVIe siècle)
- Tour de l'horloge, ancienne siège de la famille Aldobrandeschi
- Castello di Montiano Vecchio (it), ruines.
- Murailles de Montiano, fortifications médiévales.

## Galerie

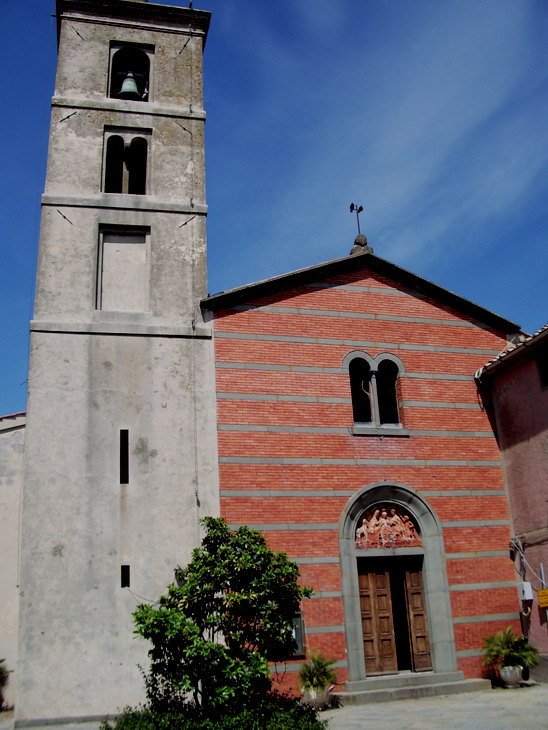
San Giovanni Battista
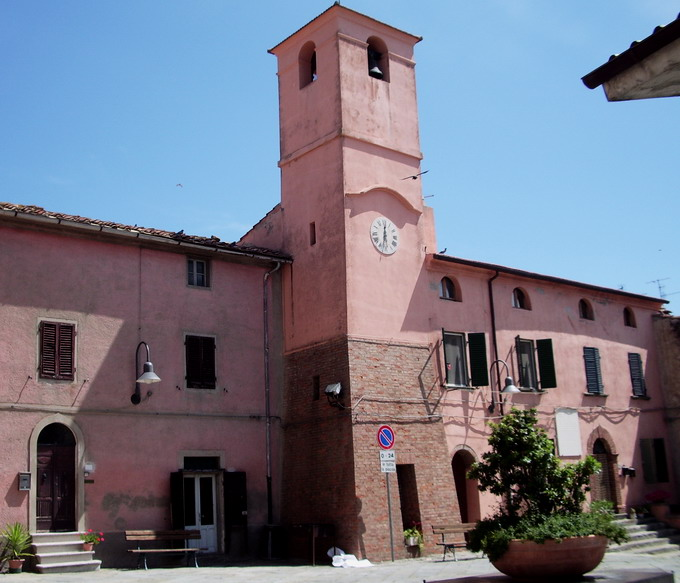
Tour de l'horloge
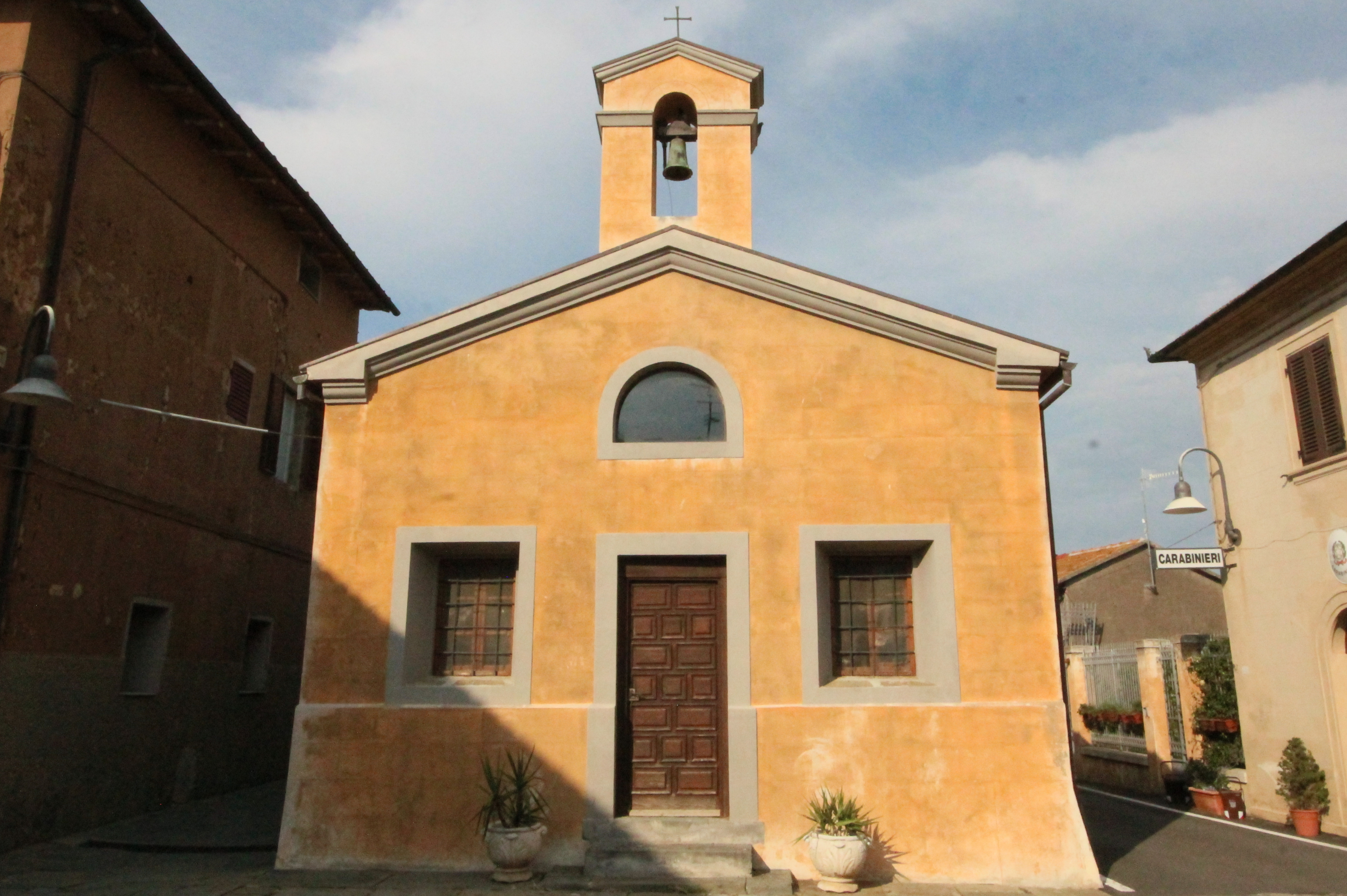
San Giuseppe
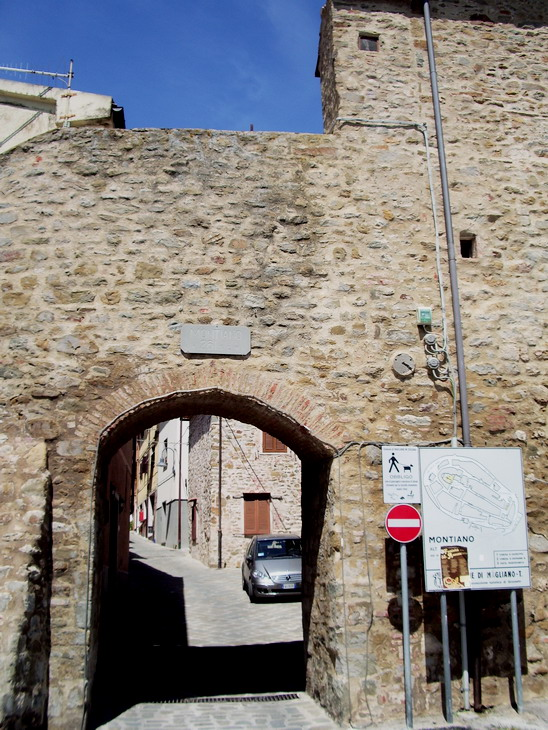
Porta Montiano